# Ceroplesis
Ceroplesis är ett släkte av skalbaggar. Ceroplesis ingår i familjen långhorningar.

## Bildgalleri

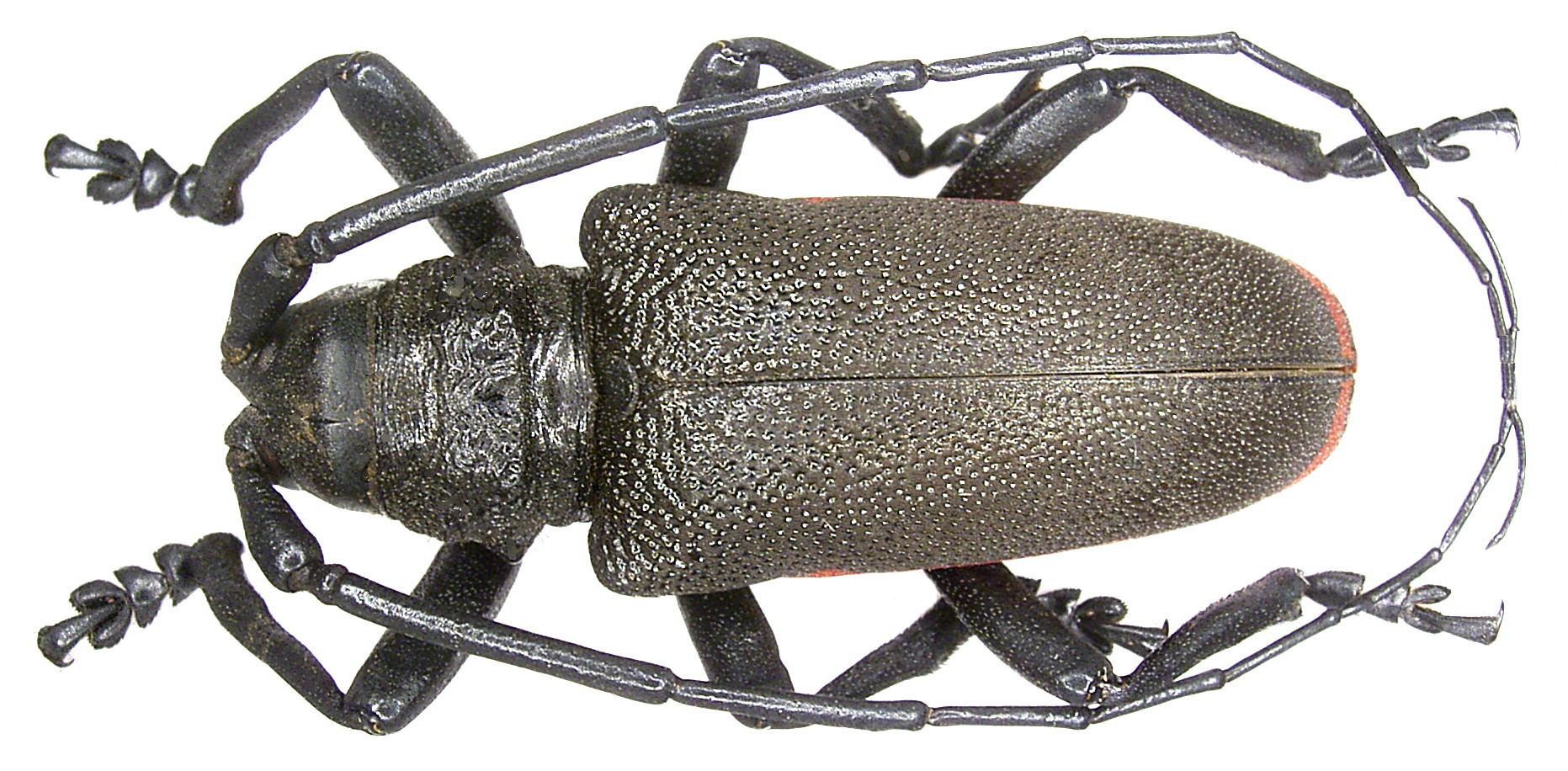

## Dottertaxa tillCeroplesis, i alfabetisk ordning[1]
- Ceroplesis adusta
- Ceroplesis aenescens
- Ceroplesis aestuans
- Ceroplesis aethiopica
- Ceroplesis aethiops
- Ceroplesis analeptoides
- Ceroplesis arcuata
- Ceroplesis atropos
- Ceroplesis aulica
- Ceroplesis bicincta
- Ceroplesis blairi
- Ceroplesis burgeoni
- Ceroplesis buttneri
- Ceroplesis calabarica
- Ceroplesis capensis
- Ceroplesis conradti
- Ceroplesis elegans
- Ceroplesis elgonensis
- Ceroplesis fasciata
- Ceroplesis ferrugator
- Ceroplesis granulata
- Ceroplesis griseotincta
- Ceroplesis hamiltoni
- Ceroplesis harrisoni
- Ceroplesis hecate
- Ceroplesis hintzi
- Ceroplesis hottentotta
- Ceroplesis intermedia
- Ceroplesis marmorata
- Ceroplesis massaica
- Ceroplesis militaris
- Ceroplesis millingeni
- Ceroplesis minuta
- Ceroplesis molator
- Ceroplesis mucorea
- Ceroplesis nigromaculata
- Ceroplesis reticulata
- Ceroplesis rubrocincta
- Ceroplesis rubrovariegata
- Ceroplesis rugosopunctata
- Ceroplesis scorteccii
- Ceroplesis semitrabeata
- Ceroplesis signata
- Ceroplesis strandi
- Ceroplesis sudanica
- Ceroplesis sumptuosa
- Ceroplesis thunbergii